# Aelurillus leipoldae
Aelurillus leipoldae là một loài nhện trong họ Salticidae.
Loài này thuộc chi Aelurillus. Aelurillus leipoldae được Metzner miêu tả năm 1999.